# Sioux Falls Storm
I Sioux Falls Storm sono una franchigia professionistica di football americano indoor con sede a Sioux Falls, Dakota del Sud, che gioca nella Indoor Football League di cui è bi-campione in carica. Gli Storm disputano le loro gare casalinghe alla Sioux Falls Arena.

## Storia
Gli Storm nacquero come Sioux Falls Cobras nel 2000 giocando nella prima incarnazione della Indoor Football League. Come membri della United Indoor Football vinsero quattro titoli consecutivi dal 2005 al 2008. Il 29 marzo 2008, gli Storm persero contro gli Omaha Beef 34–18, terminando la loro storica striscia di 40 partite senza sconfitte. Dal 2009 sono passati alla rinata Indoor Football League dove hanno vinto gli ultimi tre campionati disputati, nel 2011, 2012 e 2013.